# Gruppo della Schiara
(Dino Buzzati)
Il Gruppo della Schiara è un gruppo montuoso delle Dolomiti (Dolomiti Meridionali di Zoldo), in Provincia di Belluno, che prende il nome dalla vetta principale che è il monte Schiara (2.565 m), posta a nord della città di Belluno. La parte occidentale è tutelata da una riserva naturale.

## Classificazione

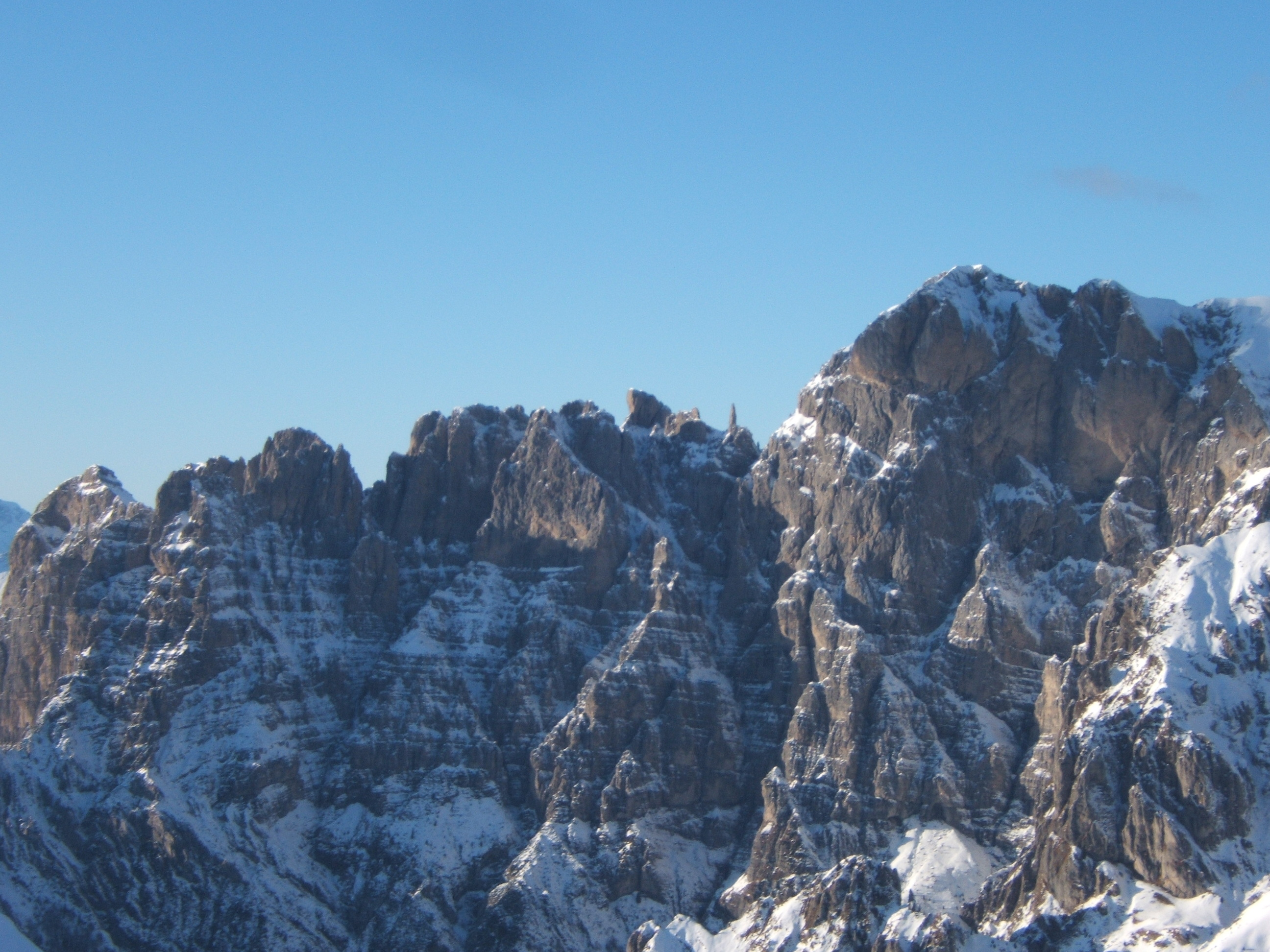
Veduta gruppo dello Schiara da sud

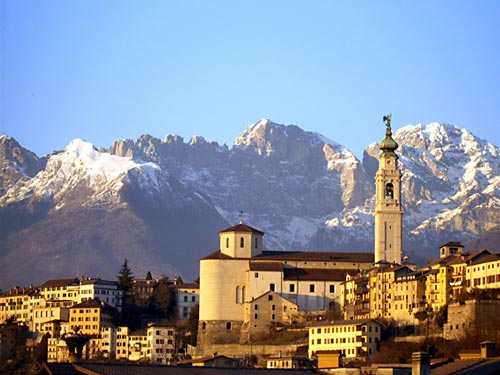
Il gruppo dello Schiara e la cattedrale di Belluno

Secondo la SOIUSA il Gruppo della Schiara è un gruppo alpino con la seguente classificazione:
- Grande parte = Alpi Orientali
- Grande settore = Alpi Sud-orientali
- Sezione = Dolomiti
- Sottosezione = Dolomiti di Zoldo
- Supergruppo = Dolomiti Meridionali di Zoldo
- gruppo = Gruppo della Schiara
- Codice = II/C-31.II-B.7

## Suddivisione
La SOIUSA suddivide il gruppo in tre sottogruppi
- Catena Talvena-Zità (a)
  - Complesso Cime de Zità-Bachet (a/a)
  - Massiccio della Talvena (a/b)
- Catena Schiara-Pelf (b)
  - Dorsale del Pelf (b/a)
  - Dorsale della Schiara (b/b)
  - Dorsale del Coro (b/c)
- Catena Tiron-Pala Alta-Serva (c)
  - Dorsale del Tiron (c/a)
  - Dorsale della Pala Alta (c/b)
  - Dorsale di Serva (c/c)

## Monti

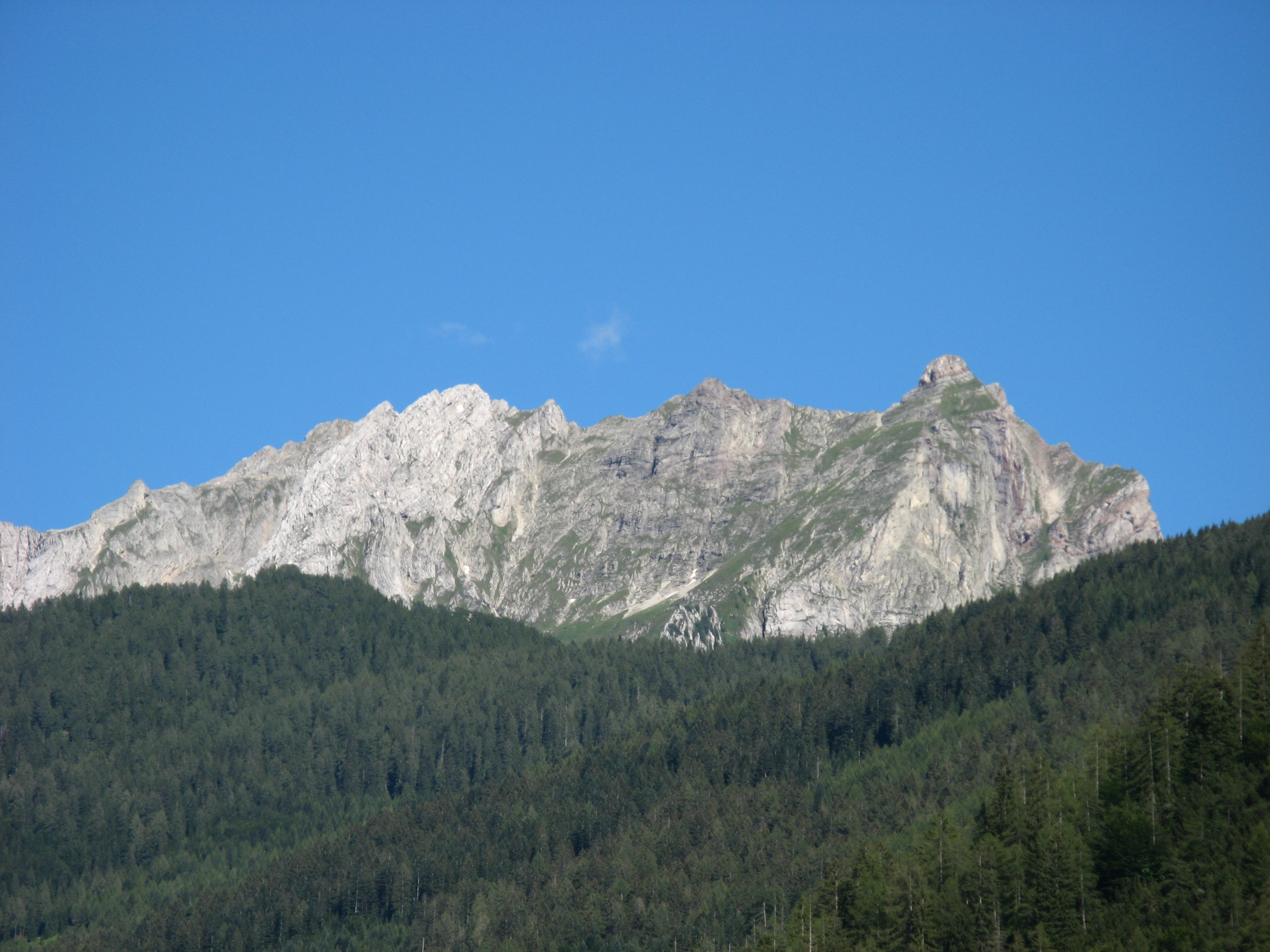
Il monte Talvena.
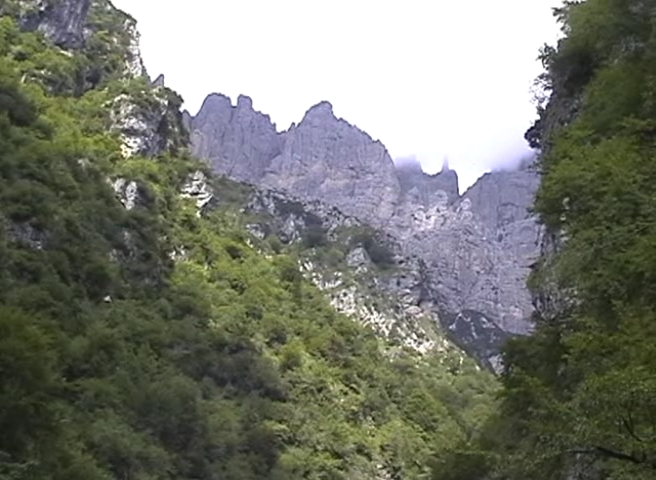
Immagine della Schiara
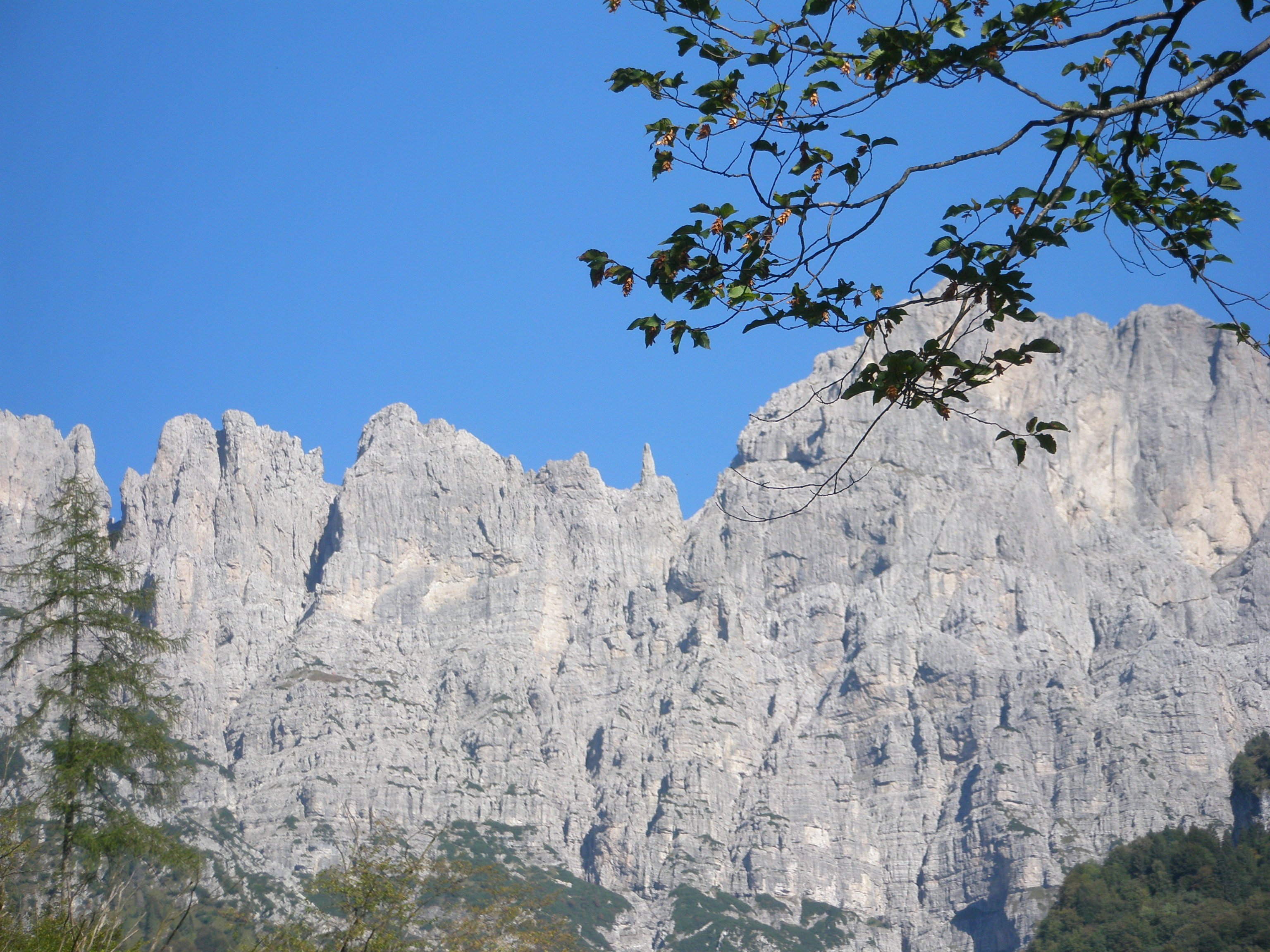
Gusela del Vescovà

I monti del gruppo dello Schiara sono:
- Monte Talvena (2542 m);
  - Cime de Zità (2465 m, 2451 m, 2450 m)
  - Cime del Bachèt (2284 m, 2342 m, 2297 m, 2241 m)
- Pelf (2502 m);
  - Cime di Caiàda (1850 m)
  - Cimòn (1819 m)
- Monte Schiara (2565 m);
- Pale del Balcon:
  - Gusèla del Vescovà (2365 m)
  - Nasòn (2385 m)
  - Pala Belluna (o I Pala) (2360 m);
  - II Pala (2371 m);
  - III Pala (2328 m);
  - IV Pala (2264 m);
  - V Pala o Pala Attilio Tissi (2288 m);
- Cima del Burel (2281 m);
- Monte Zelo (2083 m)
- Monte Coro (1985 m);
  - Pale Magre (2136 m)
  - Spirlònga (1600 m)
- Catena del Terne-Tiròn-Sabiòi:
  - Monte Terne (1794 m).
  - Tiròn (2000 m)
  - Cima dei Sabiòi (1997 m)
  - Pale dei Pinèi (1995 m, 1964 m, 1890 m)
- Catena della Pala Alta:
  - Pala Alta (1933 m)
  - Pala Bassa (1862 m)
- Monte Serva (2133 m);

Il lato orientale del massiccio, che da verso la Val del Piave, è rotto dal grande circo di Foresta Caiàda a Val Desedàn. Poco a sud la Val dei Frari sale verso il Monte Serva ed il Co Roanza. A nord, il gruppo confina con la Val Maè ed è penetrato dalle valli del Grisòl e di Prampèr; a nord delle Cime de Zità sorge il gruppo degli Spiz di Mezzodì e Prampèr ed a nord-ovest di queste il Gruppo di San Sebastiano e dei Tàmer.
Il lato occidentale è solcato dalla Val Clusa, la Val Vescovà, la Val Ru da Molin e la Val de Piero, queste ultime due sono tra le più selvagge valli delle Dolomiti. A sud, l'accesso al gruppo avviene tramite la Valle dell'Ardo che porta al rifugio 7º Alpini.

## Rifugi

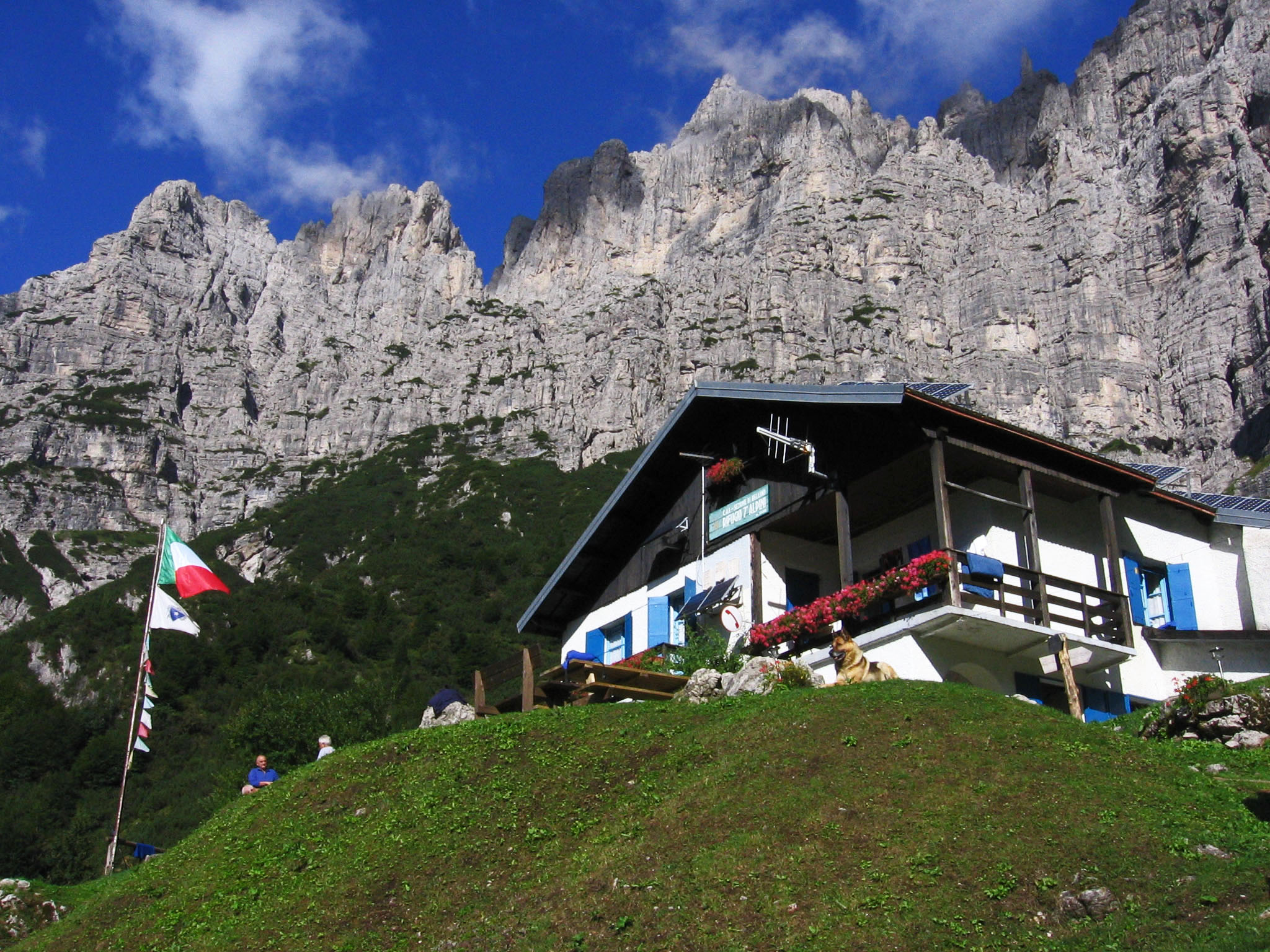
Rifugio 7º Alpini

Sito all'interno del parco nazionale delle Dolomiti Bellunesi è conosciuto da alpinisti e rocciatori per la notevole varietà di pareti dolomitiche ad alto grado di difficoltà, sentieri vie e ferrate tra cui si ricordano la via ferrata Piero Rossi, la via ferrata Zacchi che partono in prossimità del "porton" grotta naturale sita a poche decine di metri dal rifugio 7º Alpini (1.502 m) per raggiungere il quale si deve affrontare un sentiero con oltre 1.000 m di dislivello.
A quota 2.328 si giunge al bivacco Ugo Dalla Bernardina e successivamente si può arrivare alla "Gusela del Vescovà" (2.366 m) (che in bellunese significa ago del vescovo) maestosa guglia di roccia dolomitica che si staglia verticalmente verso il cielo per oltre 40 m di altezza e che si può ammirare anche dalla sottostante città di Belluno. Dal bivacco Ugo Dalla Bernardina si può raggiungere la cima tramite la via ferrata Berti. Il rifugio 7º Alpini è anche il punto d'arrivo dell'alta via n. 1 detta la classica e che parte dal lago di Braies.
Il versante settentrionale della Schiara, invece, è servito dal rifugio Furio Bianchet, sito presso la radura del Pian dei Gat (1.250 m); un ideale punto d'appoggio per escursioni ed ascensioni di ogni grado di difficoltà, alcune delle quali figurano tra le più spettacolari nel parco nazionale delle Dolomiti Bellunesi.

## Clima
Clima freddo e molto nevoso d'inverno fresco e temporalesco d'estate.

## Accessi
Sentiero C.A.I. nº 501.
Località di partenza - località di arrivo: Case Bortot - Rifugio 7º Alpini Pis Pilon.
Località attraversate: Val Dell'Art - Ponte Mariano - Sotto Col de le Ortighe - Calvario.
Sentiero C.A.I. nº 502 Sentiero Alpino Val de Piero.
Località di partenza - località di arrivo: Rifugio 7º Alpini Pis Pilon - La Stanga.
Località attraversate: Forcella d'Oderz - Val di Piero.
Sentiero C.A.I. nº 503.
Località di partenza - località di arrivo: Bus de la Pissa (Loc. La Stanga) - v Pis Pilon.
Località attraversate: Val Vescovà - Pian dei Gat - Rifugio F. Bianchet - Bivacco Ugo Dalla Bernardina - Via ferrata Luigi Zacchi La Schiara - Rifugio 7º Alpini.
Sentiero C.A.I. nº 505.
Località di partenza - località di arrivo: Rifugio 7º Alpini Pis Pilon - Stazione di Faè Fortogna.
Località attraversate: Rifugio 7º Alpini - Bivacco Severino Lussato - Forcella Pis Pilon - Forcella di Caneva - Casera di Caneva - Pian di Caiada - Val Desedan.
Sentiero C.A.I. nº 506.
Località di partenza - località di arrivo: Sotto Ponte Cargador Case Val della Borra - Case Bortot.
Località attraversate: Ponte de la Cella - Colover - Casera Medon - Casere Funes - Val di Monpiana - Forcella Monpiana - Costa Arghena - Col Forongol - Scaleton.
Sentiero C.A.I. nº 507.
Località di partenza - località di arrivo: Ponte del Mariano - Canevon.
Località attraversate: Val de Rui Fret - Casera Palazza - Forcella Tanzon
Sentiero C.A.I. nº 508.
Località di partenza - località di arrivo: Case Bortot - Zimon de Terne.
Località attraversate: Pra de Terne - Pala dei Troi - Pra de Camp.
Sentiero C.A.I. nº 509.
Località di partenza - località di arrivo: Pian di Caiada - Ruderi Casera Scala.
Località attraversate: Casera Palughet - Forcella Palughet - Forcella Zervoi - Casera Ronch - Casera Breghe.
Sentiero C.A.I. nº 510.
Località di partenza - località di arrivo: Casera Zoppà - Forcella San Giorgio.
Località attraversate: Pian de Regnac - Pian Fraina.
Sentiero C.A.I. nº 511.
Località di partenza - località di arrivo: Val de Rui Fret - Forcella del Marmol.
Località attraversate: Casera Maiolera - Capanna Bivacco De la Medassa - Forcella Pis Pilon - Pelf.
dotato di buona segnaletica. Sentiero con percorso difficile e tratti in ferrata sul Pelf.
Sentiero C.A.I. nº 512.
Località di partenza - località di arrivo: Case Tovena (Loc. Pascoli) - Pian de Regnac.
Località attraversate: Casera Stalich - Pian di Neve - La Talvena - La Tesa - Pian de Regnac
Sentiero C.A.I. nº 514.
Località di partenza - località di arrivo: Rifugio Sommariva al Pramperet - Rifugio 7º Alpini Pis Pilon.
Località attraversate: Rifugio Pian de Fontana - Forcella La Vareta - Casonet de Nerville - Forcella del Marmol - Bivacco Bocco-Zago - Via ferrata Piero Rossi.
Sentiero C.A.I. nº 515.
Località di partenza - località di arrivo: Ponte del Bus Pian di Vedoia - Forcella Palughet.
Località attraversate: Casera Nantere - Casera Protti - Casera Coston.
escursionistico con tracciato difficile. Varianti: da casello Pian di Vedoia e da casello Fortogna.
Sentiero C.A.I. nº 517.
Località di partenza - località di arrivo: Cargador - Monte Serva.
Località attraversate: Col Cavalin - Casera Pian dei Fioc.
dotato di buona segnaletica. Sentiero variante: Valon de Boca del Rosp.
Sentiero C.A.I. nº 518.
Località di partenza - località di arrivo: Rifugio F. Bianchet - Scalon de Nerville.
Note: Itinerario turistico dotato di buona segnaletica. Sentiero di collegamento tra il Rifugio F. Bianchet e il sentiero Sentiero C.A.I. nº 536.
Località di partenza - località di arrivo: Rifugio F. Bianchet - Forcella la Varetta.
Località attraversate: Val Vachera - Casera Vescovà - Sella Col dei Gai - Casera la Varetta.
Sentiero C.A.I. nº 537 Sentiero Alpino del Monte Coro.
Località di partenza - località di arrivo: Rifugio F. Bianchet - Monte Coro.
Località attraversate: Casera del Castellaz - Costa del Castellaz.
Sentiero C.A.I. nº 546.
Località di partenza - località di arrivo: La Muda - Forcella di Scalabràs.
Località attraversate: Col di S.Antonio - Val del Cristo - Val Clusa - Casera terza di Val Clusa.
Sentiero C.A.I. nº 572.
Località di partenza - località di arrivo: Maè Muda - ponte de Podenzoi.
Località attraversate: Col de Perapizzola - Degnon - Belvedere Zimon - Selle del Gravedel - Casera Gravedel.
Via Ferrata Col. Luigi Zacchi (503).
Località di partenza - località di arrivo: Porton de la Schiara - Forcella de la Gusela.
Località attraversate: Porton de la Schiara parete sud della Schiara - Forcella della Gusela Bivacco Ugo Dalla Bernardina.
Via Ferrata Antonio Berti.
Località di partenza - località di arrivo: Forcella della Gusela Bivacco Ugo Dalla Bernardina -Vetta dalla Schiara.
Località attraversate: Lungo cresta ovest e filo di cresta de la Schiara. Via Ferrata: Gian Angelo Sperti (504).
Via Ferrata Piero Rossi (514).
Località di partenza - località di arrivo: Porton de la Schiara - Forcella del Marmol.
Località attraversate: Porton de la Schiara - Gola - Bivio via Ferrata Luigi Zacchi - Spalla sud est - Bivacco Bocco-Zago - Forcella del Marmol.
Via Ferrata: Marino Guardiano Al Pelf.
Località di partenza - località di arrivo: Forcella del Marmol - Spalla nord/ovest Antecima del Monte Pelf innesto sentiero alpino nº 511.
Località attraversate: Forcella del Marmol - alla spalla nord/ovest antecima del Monte Pelf per innesto sentiero alpino nº 511.
Viàz dei Camòrz e dei Camorzieri. Percorso in quota e segnato con segnavia giallo-rossi che parte dalla via normale della Pala Alta, scende sul versante nord e raggiunge la Forcella Medòn tramite una vertiginosa cengia. Dalla forcella il percorso scavalca la Pala Bassa attraverso le creste fino a Forcella della Pala Bassa, traversa il versante ovest del Tiròn per cenge erbose e scavalca la Cima dei Sabiòi e le Cime dei Pinei per raggiungere Forcella Odèrz. Da questa il tragitto conduce attraverso le Forzelete, poco più alte di Forcella Odèrz e segue tutte le banche della Val De Piero fino alla Fratta del Moro, donde per cenge esposte aggira il versante nord-ovest del Burèl per raggiungere la Forcella del Balcòn. Da quest'ultima, per un sistema di banche erbose, il viàz permette di raggiungere la Forcella del Boràl de l'Orsa dove ha termine e donde si scende in Val Vescovà. Traversata segnata ma lunga ed impervia con passi di III, cornici esposte e solo qualche saltuario tratto attrezzato. Tracciato nel 1983 da Franco Miotto, è il più famoso dei tanti viàz del gruppo.

## Alpinismo
Sulle pareti del vasto massiccio bellunese sono state compiute varie grandiose imprese, quasi tutte ad opera di alpinisti locali, ma con alcuni interventi di nomi illustri quali Reinhold Messner, Roberto Sorgato, Tony Hibler, Georges Livanos ed altri. Tra i locali si possono ricordare i pionieri, spesso guide o cacciatori valligiani (Vittorio Andriollo, Rinaldo Pasqualin, Gioacchino "Chino" Viel, Eugenio Da Rold detto "Genio Pol"), militari (Luigi Zacchi, Antonio Berti, Arturo Andreoletti), nonché i primi alpinisti locali (Gianangelo Sperti, Francesco Zanetti, Aldo Parizzi, Attilio Zancristoforo, Attilio Tissi, Alvise Andrich, Domenico Rudatis, Piero Rossi, Loris De Moliner, Otello Da Rold, Umberto Faccio, Corrado Da Rold, Giuseppe Da Rold, Piero Sommavilla, Giuseppe Da Damos, Giorgio Garna, Gianni Gianeselli, Giovanni Viel) e non locali (da ricordare almeno Toni Hiebeler, Werner Gross, i polacchi del Klub Wisokogorsky). Particolari cenni vanno fatti alla cordata bellunese composta da Riccardo Bee e Franco Miotto, i quali hanno aperto e ripetuto itinerari di grande arditezza sulle pareti della Schiara e del Burel.
Alcune delle numerose vie alpinistiche sono elencate alla voce Rifugio 7º Alpini, a Rifugio Furio Bianchet ed Cima del Burel.

## Avvertenza
Il lato occidentale del gruppo della Schiara (Val de Piero, Val Ru da Molin, Val Clusa ed i pendii del Monte Coro) è infestato dalla zecca a quote molto basse, come anche il Cimòn di Caiada.